# Silent Hills
Silent Hills (укр. Мовчазні пагорби) — скасована відеогра survivar-horror, розроблялась Kojima Productions для PlayStation 4. Це мала бути дев'ята основна частина в серії Silent Hill з режисерами Хідео Кодзімою та Гільєрмо дель Торо.
Видавець серії Konami залучила Кодзіму до проєкту у вересні 2012 року. Гра була анонсована через P.T. (Playable Teaser) — ігрове демо високо оцінили критики, воно вийшло для безплатного завантаження з PlayStation Store у серпні 2014 році. P.T. показав причетність Дель Торо разом із Норманом Рідусом як голос та зовнішній вигляд його головного героя.
Розробку гри було поставлено під сумнів через чутки про роботу Кодзіми над завершенням Metal Gear Solid V: The Phantom Pain та його можливим звільненням з Konami. У квітні 2015 року Konami оголосила, що гру скасовано, це було піддано критиці з боку журналістів та шанувальників франшизи. Пізніше Кодзіма, дель Торо та Рідус знову зібралися для гри Death Stranding.